# Gmina Rogowo (Powiat Żniński)
Die Gmina Rogowo ist eine Landgemeinde im Powiat Żniński der Woiwodschaft Kujawien-Pommern in Polen. Ihr Sitz ist das gleichnamige Dorf mit etwa 2100 Einwohnern.

## Geschichte

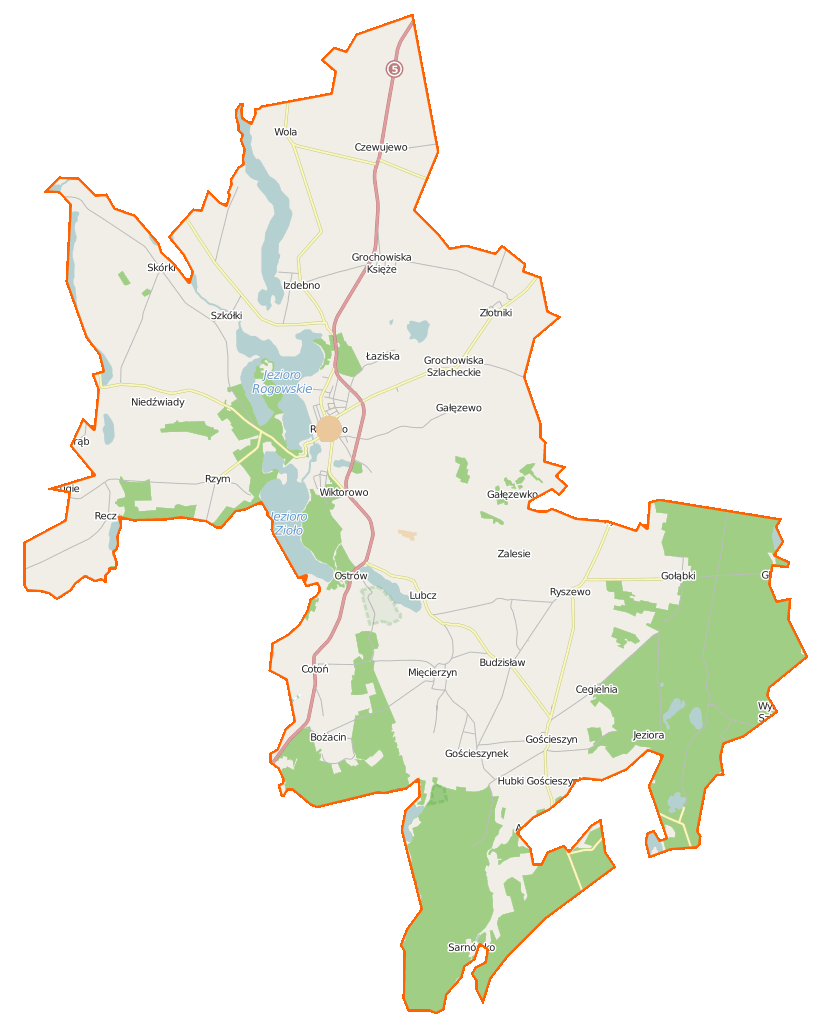
Karte der Landgemeinde

Im Jahr 1919 kam das Gemeindegebiet zum wiederentstandenen Polen. Der Hauptort verlor 1934 zum zweiten Mal sein Stadtrecht. In der Besatzungszeit (1939–1945) des Zweiten Weltkriegs erhielt der Ort den Namen Roggenau. Noch vor Kriegsende kam das Gebiet wieder an Polen.
Von 1975 bis 1998 gehörte die Gemeinde zur Woiwodschaft Bydgoszcz.

## Gliederung
Zur Landgemeinde Rogowo gehören 20 Dörfer mit einem Schulzenamt (sołectwo):
| - Budzisław - Cegielnia - Cotoń - Czewujewo - Gałęzewo - Gościeszyn - Grochowiska Księże | - Grochowiska Szlacheckie - Izdebno - Lubcz - Mięcierzyn - Niedźwiady - Recz - Rogowo | - Ryszewo - Rzym - Skórki - Wiewiórczyn - Zalesie - Złotniki |

Weitere Ortschaften der Gemeinde sind:
| - Bielawka - Biskupiec - Bożacin - Długi Bród - Gałęzewko - Głęboczek - Gołąbki - Gostomka | - Gościeszynek - Jeziora - Jeziora-Gajówka - Jeziora-Leśniczówka - Kępniak - Lubczynek - Łaziska - Mięcierzyn-Leśniczówka | - Rogówko - Rudunek - Sarnówko - Szkółki - Ustroń - Wiktorowo - Wola |